# Programa Estadual de Transportes

Rede de transportes da região metropolitana do Rio de Janeiro em 2025

O Programa Estadual de Transportes (PET) visa reordenar o sistema de transportes público da Região Metropolitana do Rio de Janeiro, que é composta de vinte municípios e uma população de onze milhões de pessoas. Trata-se de um projeto audacioso, que tem como Rio de Janeiro a chancela de maior e mais segura malha metroferroviária da América do Sul. Conta Com um investimento da ordem de US$ 406.327.600,00, sendo parte dessa verba vem do BIRD – Banco Internacional para Reconstrução e Desenvolvimento e o restante, de parceria entre o governo do estado e a concessionária Supervia.

## O que está em andamento ou já foi feito

### Trens
- Reforma da Gare da Estação D. Pedro II.
- Feita  reforma geral de 50 trens, sendo 18 equipados com ar-condicionado.
- Erguidas novas passarelas para pedestres ao longo da ferrovia para facilitar o acesso às estações e evitar a passagem de pessoas sobre os trilhos.
- Cerca de dez quilômetros de muro e fechamento de faixa de domínio já foram concluídos.
- Instaladas novas placas de sinalização.
- Realizada uma ampla reforma da rede de energia de tração e substituição de dormentes e de trilhos.
- Melhoria de Acessibilidade, Visibilidade e Entorno de Estações dos Corredores D. PEDRO II – DEODORO e D. PEDRO II – Saracuruna, com implantação de Centros de Cidadania.
- Aquisição de 20 trens Novos Equipados com Ar Condicionado.
- Melhoria da via Permanente de Saracuruna-Guapimirim.

### Bondes
- Melhoria da Via Permanente de Santa Teresa.
- Recuperação do Gradil dos Arcos da Lapa e Oficinas de Bondes de Santa Teresa.

### Metrô
- Estudo de Viabilidade Técnica, Econômica e Financeira para Implantação da Linha 6 do metrô.
- Estruturação da Rio Trilhos.

## O ainda está por ser feito

### Trens
- Reforma do Complexo do Terminal de Barão de Mauá.
- Formação de profissionais de transportes.
- Estação Cidadania - Uma das metas do PET é a aproximação entre cidadão e Estado, levando informações importantes e serviços públicos de qualidade à população que se utiliza do transporte ferroviário e que ocupa áreas adjacentes às estações. Estimular atividades culturais, incentivar mais ainda o acesso às dependências das estações e proporcionar o conhecimento sobre transporte ferroviário.

### Ônibus
- Contratação e conclusão das obras de canaleta para ônibus na Alameda São Boaventura e Av. Feliciano Sodré, em Niterói.